# Албертина (Беч)
Албертина је музеј у Бечу којем се чува једна од највећих и најпознатијих графичких збирки на свету са око 65.000 цртежа и преко милион графика. Музеј је смештен у палати надвојводе Албрехта у самом средишту Беча у непосредној близини чувене Бечке државне опере и хотела Захер. Назив је добио по свом оснивачу, војводи Алберту од Саксоније-Тешена (Albert/Albrecht von Sachsen-Teschen).
У музеју се између осталих чувају дела Леонарда да Винчија, Микеланђела, Рафаела, Петер Паул Рубенса, Оскара Кокошке, Рембранта, Албрехта Дирера, Густава Климта и Егона Шилеа.

## Историјски преглед
Надвојвода Алберт поставио је графичку збирку седамдесетих година 18. века у дворцу Братислава у истоименом граду, у којем је боравио као гувернер Краљевине Угарске од 1765. до 1781. године. На данашњем месту у бечкој палати надвојводе Албрехта, Албертина се налази од 1795. године, а за јавност први пут отворена је 1822. године. По Албертовој смрти збирка и сама палата припали су његовим наследницима - надвојводама Карлу од Аустрије те касније Алберту од Аустрије-Тешена и Фридриху од Аустрије-Тешена, који су наставили с обогаћивањем графичке збирке.
Од 1919. године збирка је у поседу Републике Аустрије, те се 1920. спаја са збирком графика бивше Царске дворске библиотеке.